# Bob Sebra
Robert Sebra, dit Bob Serra (né le 11 décembre 1961 à Ridgewood (New Jersey) et mort le 22 juillet 2020 à Miami (Floride)), est un  lanceur droitier américain des Ligues majeures de baseball.

## Carrière
Bob Sebra a évolué dans les majeures durant six saisons, pour les Rangers du Texas, les Expos de Montréal, les Phillies de Philadelphie, les Reds de Cincinnati et les Brewers de Milwaukee.
Il fut un choix de cinquième ronde des Rangers lors du repêchage du baseball en 1983. Il fait ses débuts en 1985, où il apparaît dans sept rencontres. L'équipe texane l'échange aux Expos le 2 novembre 1985 en compagnie du joueur d'arrêt-court Jim Anderson pour acquérir les services du voltigeur Pete Incaviglia.
Sebra remporte sa première victoire avec Montréal, pour qui il jouera deux saisons, compilant une fiche victoires-défaites de 11-20. Échangé à Philadelphie, il sera par la suite utilisé principalement comme releveur par les Phillies, puis par les Reds et les Brewers.
Sa fiche en carrière est de 15-29 en 94 parties, dont 52 départs, et sa moyenne de points mérités s'élève à 3,96.